# Konrad Gilges

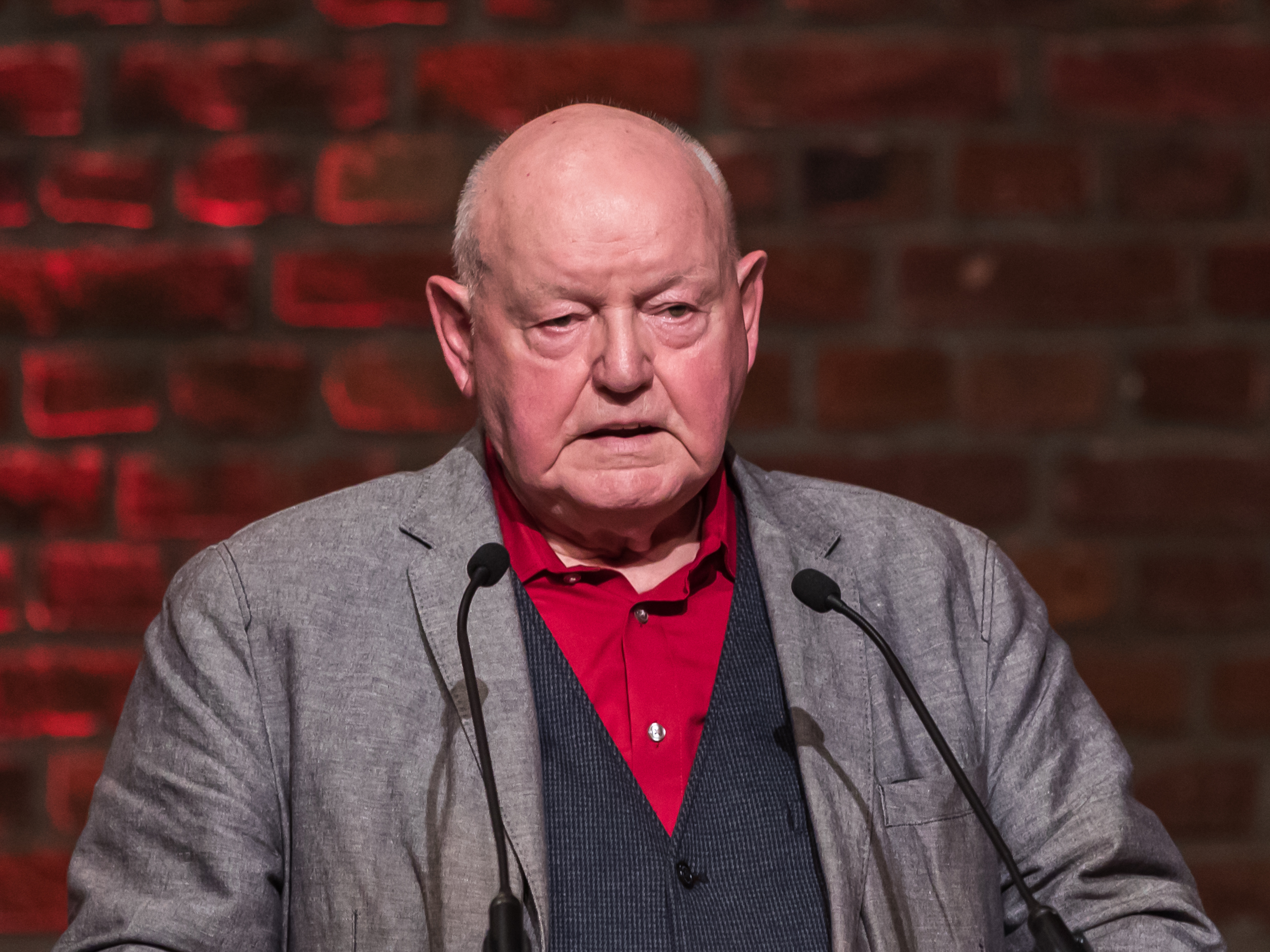
Konrad Gilges, 2021

Konrad Gilges (* 13. Februar 1941 in Köln) ist ein deutscher Politiker (SPD) und ehemaliger Abgeordneter des Deutschen Bundestages.

## Leben
Nach dem Besuch der katholischen Volksschule machte Gilges bis 1959 eine Lehre zum Fliesenleger. Als anerkannter Kriegsdienstverweigerer musste er keinen Wehrdienst ableisten und arbeitete bis 1970 als Fliesenlegergeselle. Bereits 1960 war er der SPD beigetreten und arbeitete von 1970 bis 1973 als Jugendsekretär, anschließend bis 1979 als Bundesvorsitzender der Sozialistischen Jugend Deutschlands – Die Falken. Von 1977 bis 1979 war er zudem  Vorsitzender des Deutschen Bundesjugendringes.
Bei der Bundestagswahl 1980 wurde Gilges in den Deutschen Bundestag gewählt, dem er bis 2002 angehörte. Er wurde stets im Wahlkreis Köln III direkt gewählt. Als Mitglied der IG Bauen-Agrar-Umwelt wurde er im Jahr 1988 Vorsitzender des DGB-Kreises Köln, Leverkusen, Erft.

## Mitgliedschaften
Gilges war von 1999 bis 2013 stellvertretender Vorsitzender des Sozialistischen Bildungszentrums Haard, Trägerverein des Salvador-Allende-Hauses. Er ist Beisitzer im Vorstand des Förderkreises Darmstädter Signal und Gründungsmitglied des Forum Demokratische Linke 21.

## Auszeichnungen

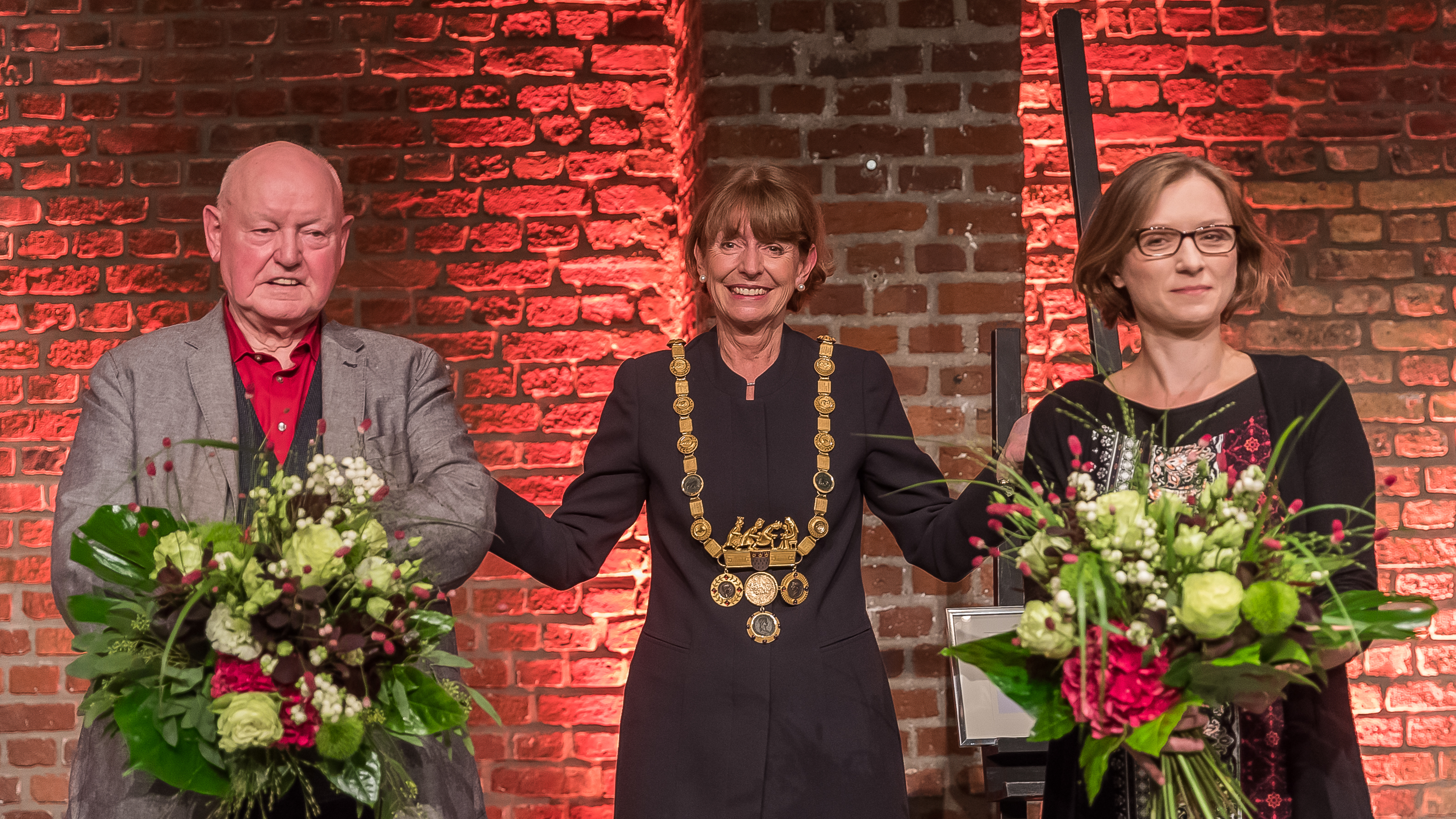
Verleihung des Hans-Böckler-Preises der Stadt Köln 2021 an Lisa Herzog und Konrad Gilges

- 2021: Hans-Böckler-Preis der Stadt Köln[5]